# J.C.Staff
A J.C.Staff Co., Ltd. (株式会社ジェー・シー・スタッフ; Kabusikigaisa Dzsé.Sí.Szutaffu; Hepburn: Kabushikigaisha Jē.Shī.Sutaffu) japán animációsfilm-stúdió, amelyet 1986-ban alapított Mijata Tomojuki, aki korábban a Tatsunoko Productionnél dolgozott. Első munkájuk a Jótóden című OVA volt 1987-ben. A stúdió több ismert animesorozat gyártója mint a Sódzso kakumei Utena, az Excel Saga, a Slayers, a Sakugan no Shana, a Toaru madzsucu no Index, a Toaru kagaku no Railgun, a Méz és lóhere, az Alien Nine, az Azumanga daió, a Toradora!, a Zero no cukaima vagy az Ikkitószen. 2005 óta a legtöbb animét Vatanabe Takasi, Kaszai Kenicsi és Ivaszaki Josiaki rendezi.

## Munkái

### Televíziós animesorozatok
- Metal Fighter Miku (1994)
- Slayers (1995)
- Tóma kidzsinden Oni (1995)
- Slayers Next (1996)
- Maze bakunecu dzsikú (1997)
- Sódzso kakumei Utena (1997)
- Slayers Try (1997)
- Virus Buster Serge (1997)
- Alice SOS (1998–1999)
- Karesi kanodzso no dzsidzsó (1998–1999) (a Gainax-szal együttműködve)
- Madzsucusi Orphen: Begins (1998–1999)
- Iketeru futari (1999)
- Szorejuke! Ucsú szenkan Yamamoto Yoko (1999)
- Madzsucusi Orphen: The Revenge (1999–2000)
- Excel Saga (1999–2000)
- Dá! Dá! Dá! (2000–2002)
- Jami no macuei (2000)
- Mahó szensi Louie (2001)
- Parappa, a rapper (2001–2002)
- Csiccsana jukicukai Sugar (2001–2002)
- Azumanga daió (2002)
- Ai jori aosi (2002)
- Spirál (2002–2003)
- Nanaka 6/17 (2003)
- Mahócukai ni taiszecu na koto (2003)
- Gunparade March: Aratanaru kógunka (2003)
- Ikkitószen (2003)
- Read or Die – Betűk bűvöletében (2003–2004)
- Singecutan Cukihime (2003)
- Ai jori aosi: Enisi (2003)
- Maburaho (2003–2004)
- Hikari to mizu no Daphne (2004)
- Szenszei no odzsikan: Doki Doki School Hours (2004)
- Bókjaku no szenricu (2004)
- Starship Operators (2005)
- Mahoraba: Heartful Days (2005)
- Fusigibosi no futagohime (2005)
- Gokudzsó szeitokai (2005)
- Loveless (2005)
- Méz és lóhere (2005)
- Oku-szama va mahó sódzso: Bewitched Agnes (2005)
- Sakugan no Shana (2005–2006)
- Karin (2005–2006)
- Jomigaeru szora – Rescue Wings (2006)
- Fusigibosi no futagohime gju! (2006)
- Méz és lóhere II (2006)
- Zero no cukaima (2006)
- Ghost Hunt (2006–2007)
- Aszatte no hókó (2006)
- Di Gi Charat – Winter Garden (2006)
- Nodame Cantabile (2007)
- Sky Girls (2007–2008)
- Potemajo (2007)
- Zero no cukaima: Futacuki no kisi (2007)
- Sakugan no Shana II (2007–2008)
- KimiKiss: Pure Rouge (2007–2008)
- Sky Girls TV DVD Specials (2007–2008)
- Sigofumi: Stories of Last Letter (2008)
- Nabari no ó (2008)
- Slayers Revolution (2008)
- Zero no cukaima: Princesses no Rondo (2008)
- Toradora! (2008)
- Toaru madzsucu no Index (2008–2009)
- Nodame Cantabile – Paris (2008)
- Slayers Evolution R (2009)
- Hayate no gotoku!! (2009)
- Hacukoi Limited (2009)
- Aoi hana (2009)
- Taisó jakjú muszume (2009)
- Toaru kagaku no Railgun (2009–2010)
- Nodame Cantabile – Finale (2010)
- Kaicsó va Maid-szama! (2010)
- Uragiri va boku no namae o sitteiru (2010)
- Ókami-szan to sicsinin no nakamatacsi (2010)
- Bakuman (2010–2011)
- Otome jókai Zakuro (2010)
- Tantei Opera Milky Holmes (2010)
- Toaru madzsucu no Index II (2010–2011)
- Jumekui Merry (2011)
- Hidan no Aria (2011)
- Kami-szama no Memo-csó (2011)
- Kaitó tensi Twin Angel (2011)
- Bakuman (2. évad) (2011–2012)
- Kimi to boku (2011)
- Sakugan no Shana III: Final (2011–2012)
- Tantei Opera Milky Holmes 2nd Curtain (2012)
- Kill Me Baby (2012)
- Zero no cukaima F (2012)
- Ano nacu de matteru (2012)
- Kimi to boku 2 (2012)
- La storia della Arcana Famiglia (2012)
- Dzsosiraku (2012)
- Little Busters! (2012–2013)
- Bakuman (3. évad) (2012–2013)
- Szakuraszó no Pet na kanodzso (2012–2013)
- Toaru kagaku no Railgun S (2013)
- Hentai ódzsi to varavanai neko (2013)
- Futari va Milky Holmes (2013)
- Golden Time (2013–2014)
- Little Busters!: Refrain (2013)
- Witch Craft Works (2014)
- Selector Infected WIXOSS (2014)
- Fúun isin dai sógun (2014)
- Madzsimodzsi Rurumo (2014)
- Love Stage!! (2014)
- Selector Spread WIXOSS (2014)
- Tantei Opera Milky Holmes TD (2015)
- Sokugeki no Szóma (2015)
- Dungeon ni deai o motomeru no va macsigatteiru daró ka (2015)
- Simoneta to iu gainen ga szonzai sinai taikucu na szekai (2015)
- Heavy Object (2015)
- Mirai Millennium (tervezett)[2]

### Filmek
- Jótóden (1989)
- Apfelland monogatari (1992)
- Darkside Blues (1994)
- Slayers (1995)
- Slayers Return (1996)
- Slayers Great (1997)
- Maze bakunecu dzsikú: Tenpen kjói no Giant (1998)
- Slayers Gorgeous (1998)
- Sódzso kakumei Utena: Adolescence mokusiroku (1999)
- Slayers Premium (2001)
- Azumanga daió: Gekidzsó tanpen (2001)
- Sakugan no Shana (2007)
- Toaru madzsucu no Index: Endyumion no kiszeki (2013)

### OVA-k
- Elf 17 (1987)[3]
- Jótóden OVA (1987)
- Kószuke-szama Rikimaru-szama: Konpeitó no rjú (1988)
- Cleopatra DC (1989)
- Jóma (1989)
- Earthian (1989)
- Ankokusin densó busin (1990)
- Oszu!! Karate Bu (1990–1992)
- Csó bakumacu sónen szeiki Takamaru (1991)
- Genszó dzsotan Ellcia (1992)
- Neko hiki no ororane (1992)
- Csódzsikú szeiki Orguss 02 (1992)
- 8 Man After (1993)
- Tokuszó szensa-tai Dominion (1993–1994)
- Arslan szenki III-VI (1993–1995)
- Konpeki no kantai (1993–2003)
- Tokyo Revelation (1995)
- Boku va konomama kaeranai (1994)
- Minerva no kensi (1994)
- Level C (1995)
- Ginga odzsószama denszecu Juna: Kanasimi no Siren (1995)
- Kodomo no Omocha OVA (1995)
- Szorejuke! Ucsú szenkan Yamamoto Yoko (1996)
- Tósinden (1996)
- Maze: The Mega-Burst Space OVA (1996)
- Slayers Special (1996–1997)
- Byston Well monogatari: Garzey no cubasza (1996–1997)
- Sin Hurricane Polymar (1996–1997) (a Tatsunoko Productionnel együttműködve)
- Voltage Fighter Gowcaizer (1996–1997)
- Ginga odzsószama denszecu Juna: Sinan no Fairy (1996–1997)
- Kjokudzsicu no kantai (1997–2002)
- Szorejuke! Ucsú szenkan Yamamoto Yoko II (1997)
- Detatoko Princess (1998)
- Slayers Excellent (1998–1999)
- Jume de aetara (1998)
- Nekodzsiru-szo (2001)
- Alien Nine (2001)
- Armored Troopers J-Phoenix PF Lips Team (2002–2004)
- Eiken (2003)
- Csiccsana jukicukai Sugar: Summer Special (2001)
- Szenszei no odzsikan: Doki Doki School Hours OVA (2004–2005)
- Sky Girls OVA (2006)
- Sakugan no Shana (SP) Tokubecuhen (2006)
- Zero no cukaima: Princesses no Rondo (2008)
- Hayate no gotoku! OVA (2009)
- Sakugan no Shana S (2009–2010)
- Toaru kagaku no Railgun OVA (2010)
- Hidan no Aria Special (2011)
- Tantei Opera Milky Holmes Alternative (2012)
- Kill Me Baby Super (2013)
- Little Busters! EX (2014)
- Kaitó tensi Twin Angel kjun kjun tokimeki Paradise!! OVA (2015)

### Videojátékok
- Shining Force EXA (2007) - Nyitóanimáció
- Toaru kagaku no Railgun (2011) - Átvezető videók
- Sol Trigger (2012) - Átvezető videók[4]

### Szinkronmunkák
- Winx Club – A mozifilm: Az elveszett királyság titka

## Fordítás
Ez a szócikk részben vagy egészben  a   J.C.Staff című angol Wikipédia-szócikk ezen változatának fordításán alapul.  Az eredeti cikk szerkesztőit annak laptörténete sorolja fel. Ez a jelzés csupán a megfogalmazás eredetét és a szerzői jogokat jelzi, nem szolgál a cikkben szereplő információk forrásmegjelöléseként.